# Janina Tyrna
Janina Tyrna (ur. 26 grudnia 1908 w Sosnowcu, zm. 17 września 1997) – polska prządka, posłanka na Sejm PRL III kadencji.

## Życiorys
Uzyskała wykształcenie podstawowe. Pracowała jako prządka w Sosnowieckich Zakładach Przemysłu Wełnianego. W 1961 uzyskała mandat posłanki na Sejm PRL w okręgu Sosnowiec. W trakcie kadencji zasiadała w Komisji Przemysłu Lekkiego, Rzemiosła i Spółdzielczości Pracy.
Została pochowana na Cmentarzu rzymskokatolickim przy ul. Smutnej w Sosnowcu.